# الاتحاد الوطني للصحفيين الصوماليين
الاتحاد الوطني للصحفيين الصوماليين (NUSOJ) (بالصومالية: Ururka Qaranka Suxufiyiinta Soomaaliyeed)‏ جمعية تضم عددا من الصحفيين الصوماليين، وتسعى لتعزيز وحماية حرية الصحافة في الصومال.
تأسس الاتحاد الوطني للصحفيين الصوماليين (NUSOJ) في أغسطس 2002 كجمعية تسمى شبكة الصحفيين الصوماليين (SOJON) بهدف تعزيز وحماية حرية الصحافة والصحفيين بعد أن أعدت الحكومة الفيدرالية الانتقالية قانون الإعلام، ويهدف الاتحاد إلى الكفاح بشكل فعال من أجل حصول الصحفيين على رواتبهم وحقوقهم في العمل وحريتهم المهنية، وقرر أعضاء المنظمة في جمعيتهم العامة لعام 2005 في مقديشو تحويل المنظمة من جمعية إلى نقابة باسم جديد هو الاتحاد الوطني للصحفيين الصوماليين (NUSOJ).  وتم تخصيص المنظمة رسميًا لغرض خدمة مصالح الصحفيين الأعضاء واحتياجاتهم فيما يتعلق بحقوق الصحفيين وحرية الصحافة وظروف العمل.
الاتحاد الوطني للصحفيين الصوماليين  عضو في الاتحاد الدولي للصحفيين (IFJ) وتضم النقابة أكثر من 650 عضوا من أصل 1000 صحفي في الصومال. يناصر الاتحاد حرية الإعلام وحقوق الصحفيين وحقوق العمال والعدالة الاجتماعية في الصومال، ويعمل الصحفيون الأعضاء في الاتحاد كمراسلين ومحررين ومصورين، ويعمل بعضهم في وسائل الإعلام المرئية والمسموعة والمكتوبة وكذلك المواقع الإخبارية.
قدم اتحاد الصحفيين شكوى بشأن حرية تكوين الجمعيات في منظمة العمل الدولية (ILO) التي بدورها حثت الحكومة الصومالية على احترام حقوق الصحفيين وضرورة حماية النقابة وموظفيها  كما أدان خبراء حقوقيون ما تعرض له الاتحاد من انتهاكات، وأصدر البرلمان الأوروبي قد أصدر بالإجماع قرارًا  يدعو إلى حماية حقوق الإنسان في الصومال، وخاصة حقوق أعضاء الاتحاد الوطني للصحفيين الصوماليين ، وإنهاء الاعتداءات على الصحفيين.